# Sharpsburg (Maryland)
Sharpsburg é uma cidade  localizada no estado americano de Maryland, no Condado de Washington.

## Demografia
Segundo o censo americano de 2000, a sua população era de 691 habitantes.
Em 2006, foi estimada uma população de 665, um decréscimo de 26 (-3.8%).

## Geografia
De acordo com o United States Census Bureau tem uma área de
0,6 km², dos quais 0,6 km² cobertos por terra e 0,0 km² cobertos por água.

## Localidades na vizinhança
O diagrama seguinte representa as localidades num raio de 16 km ao redor de Sharpsburg.